# Russisches Staatsarchiv für sozio-politische Geschichte

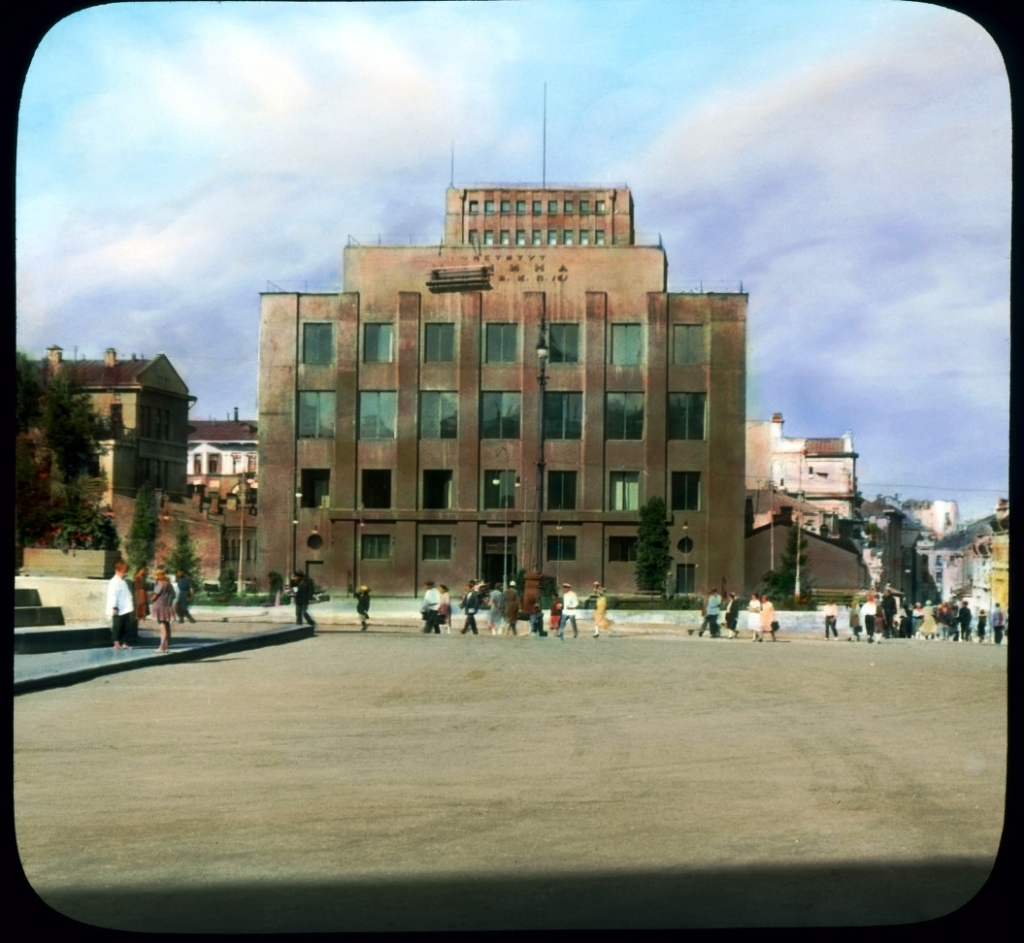
Das Gebäude, in dem das Russisches Staatsarchiv für sozio-politische Geschichte untergebracht ist (1931)

Das Russische Staatsarchiv für sozio-politische Geschichte (RGASPI; russisch Российский государственный архив социально-политической истории, РГАСПИ) in Moskau ist das Hauptarchiv für die sozialistische Geschichte Russlands.
Die Dokumentensammlung ging aus dem zentralen Parteiarchiv des Instituts für Marxismus-Leninismus hervor und basiert auf den Akten der KPdSU (vor 1953), ihrer Vorgänger sowie des Komsomol. Es enthält Dokumente vorrevolutionärer bolschewistischer Parteien und Bibliotheken aus der Emigration während der Zarenzeit, darunter von Marx, Engels, der RSDRP, der Ersten, Zweiten und Dritten Internationale und der Kominform.
Persönliche Papiere bolschewistischer Führer wie Dserschinski, Kalinin, Kamenew, Stalin u. a. sowie RSDRP-Führern wie Martow, Plechanow und Axelrod lagern hier.
Das Archiv besitzt eine umfangreiche audiovisuelle Sammlung Lenins und der Parteikonferenzen von 1922 bis 1976. Einige Dokumente der Komintern, des Politbüros und der internationalen Abteilung der KPdSU sowie von Privatpersonen sind nicht zugänglich.
Akten aus der Zeit nach 1953 befinden sich im Staatsarchiv für zeitgenössische Geschichte RGANI, bedeutsame Unterlagen auch im Präsidentenarchiv.